# Агломерация Белу-Оризонти (мезорегион)

Агломерация Белу-Оризонти на карте.

Агломерация Белу-Оризонти (порт. Mesorregião Metropolitana de Belo Horizonte) — административно-статистический мезорегион в Бразилии, входит в штат Минас-Жерайс. Население составляет 6 236 117 человек (на 2010 год). Площадь — 39 573,013 км². Плотность населения — 157,59 чел./км².

## Демография
Согласно сведениям, собранным в ходе переписи 2010 г. Национальным институтом географии и статистики (IBGE), население мезорегиона составляет:
| Полное население                            | Полное население                            | Полное население                            | Полное население                            | 6 236 117 |
| ------------------------------------------- | ------------------------------------------- | ------------------------------------------- | ------------------------------------------- | --------- |
| в том числе:                                | Городское население                         | 5 944 870                                   | Процент городского населения, %             | 95,33     |
|                                             | Сельское население                          | 291 247                                     | Процент сельского населения, %              | 4,67      |
|                                             | Мужское население                           | 3 008 127                                   | Процент мужского населения, %               | 48,24     |
|                                             | Женское население                           | 3 227 990                                   | Процент женского населения, %               | 51,76     |
| Плотность населения, чел/км²                | Плотность населения, чел/км²                | Плотность населения, чел/км²                | Плотность населения, чел/км²                | 157,59    |
| Население мезорегиона в % к населению штата | Население мезорегиона в % к населению штата | Население мезорегиона в % к населению штата | Население мезорегиона в % к населению штата | 31,82     |

## Статистика
- Валовой внутренний продукт на 2003 год составляет 61 354 313 445,00 реалов (данные: Бразильский институт географии и статистики).
- Валовой внутренний продукт на душу населения на 2003 год составляет 10 325,82 реалов (данные: Бразильский институт географии и статистики).
- Индекс развития человеческого потенциала на 2000 год составляет 0,795 (данные: Программа развития ООН).

## Состав мезорегиона
В мезорегион входят следующие микрорегионы:
1. Белу-Оризонти
2. Консейсан-ду-Мату-Дентру
3. Консельейру-Лафайети
4. Итабира
5. Итагуара
6. Ору-Прету
7. Пара-ди-Минас
8. Сети-Лагоас